# Ophioplinthaca defensor
Ophioplinthaca defensor är en ormstjärneart som beskrevs av Jean Baptiste François René Koehler 1930. Ophioplinthaca defensor ingår i släktet Ophioplinthaca och familjen knotterormstjärnor. Inga underarter finns listade i Catalogue of Life.